# Larry O’Brien
Lawrence Francis O’Brien Jr. (Springfield, 1917. július 7. – New York, 1990. szeptember 28.) amerikai politikus és sporttisztviselő. Két évtizedig a Demokrata Párt egyik fő tanácsadója volt. Lyndon Johnson kabinetjében az Egyesült Államok postamestere volt, majd a Demokrata Nemzeti Bizottság elnöke. A National Basketball Association biztosa volt 1975 és 1984 között, a győzteseknek átadott trófeát róla nevezték el.
O’Brien ír bevándorlók gyerekeként született Springfieldben.

## Korai évek és politika
O’Brien 1917. július 7-én született Springfieldben (Massachusetts). Fiatal korában kezdett érdeklődni a politika iránt. Apja, a Demokrata Párt helyi vezetője 11 éves korában hívta meg a pártba, hogy önkéntes legyen Al Smith 1928-as elnöki kampányában. O’Brien szenvedélyes demokrata lett. Jogi diplomáját 1942-ben szerezte a Northeastern Egyetemen. 1945-ben összeházasodott Elva Brassarddal. EGy gyermekük született, Lawrence F. O'Brien III.
1946-ban, 1948-ban és 1950-ben kinevezték a képviselőházi választási kampányok helyi vezetőjének. 1952-ben John F. Kennedy sikeres szenátori kampányának massachusettsi vezetője volt, majd 1958-ban újraválasztásához. Kennedy sikerében nagy szerepet játszott O'Brien, főként az önkéntesek használata a kampányban.
1959-ben lefektette az alapokat Kennedy 1960-as elnöki kampányához, az Egyesült Államokat bejárva. Egy évvel később kampányának országos igazgatója lett. Olyan államokat helyezett tervezete előtérbe, mint Wisconsin és Nyugat-Virginia, illetve sokakat meggyőzött a párton belül, hogy Kennedy katolicizmusa nem probléma.
Az 1964-es választásokon Lyndon B. Johnson országos kampányelnöke volt. 1968-ban Robert F. Kennedy elnöki kampányának egyik fő tanácsadója volt. Miután Kennedy-t meggyilkolták, Hubert Humphrey alelnök kinevezte országos kampányelnökének.
O'Brien-t 1968-ban és 1970-ben megválasztották a Demokrata Nemzeti Bizottság elnökének.
Az 1972-es elnökválasztáson O'Brien George McGovern egyik fő tanácsadója volt. Egy ideig nem állt távol attól, hogy megszerezze az alelnöki jelölést a kampányban.
1972. június 17-én O'Brien watergate-i irodájába betörték a Watergate-botrány alatt, amely végül Richard Nixon lemondásához vezetett.
A DNC létrehozott egy díjat 1992-ben, amely Lawrence O'Brien névre hallgat.

### Az amerikai kormányban
Első washingtoni posztja 1948-ban volt, Foster Furcolo képviselő asszisztenseként. 1960-ban Kennedy megbízta kabinetjének összeállításával, majd 1961-ben az elnök különleges asszisztense lett. O'Brien tagja volt Kennedy szűk körének, egyik legközelibb tanácsadója volt.
Fontosnak tartotta a bérminimum emelését.
Kennedy meggyilkolásának napján közvetlenül az elnök mögötti autóban utazott, Dallasban. Közvetlen szemtanúja volt a gyilkosságnak. Miután az elnököt halottnak nyilvánították, Jackie Kennedy-vel együtt ment vissza az Air Force One-ra, az elnök koporsójával együtt. Johnson elnök első dolga volt, hogy magához hívta O'Brien-t és az úgynevezett "ír maffia" másik tagját, Kenny O'Donnell-t, hogy megkérje őket, hogy dolgozzanak vele a következő adminisztrációban. Ugyan O'Brien soha nem állt közel Johnsonhoz és kifejezetten nem kedvelte, a Fehér Házban dolgozott neki továbbra is.
1965-ben Johnson kinevezte az Egyesült Államok postamesterének.

## NBA biztosként
O’Brien-t 1975-ben nevezték ki a National Basketball Association biztosának, 1984-ig. Fontos szerepet játszott az ABA és az NBA egyesülésében és a CBS csatornával való közvetítési szerződés létrehozásában. Alatta megnőtt a mérkőzések megtekintettsége. Visszavonulása után az NBA győzteseknek átadott trófeát róla nevezték el.
Ennek ellenére a ligák egyesülése után közönségkapcsolati problémák voltak a ligában. Az NBA-re lenézett több rajongó és riporter is, akik szerint a játékosok nagy része illegális drogokat használt, egyéb rasszon alapuló előítéletek mellett. O’Brien létrehozott egy drog ellenes megegyezést az NBA Players Associationnel, hogy tisztítsa a liga imidzsét, amelyben később sikeres lett.
Alatta váltott az ABC adóról a CBS-re az NBA.
O’Brien jó döntései mögött gyakran a liga más tanácsadói álltak, mint a hosszabb All Star hétvége mögött David Stern. Sokak szerint igazából Stern állt a televíziós szerződések sikeressége, az emelkedett nézettségi számok és az 1980-as évek elején az NBA felemelkedése mögött.
O’Brien-t 1991-ben beiktatták a Naismith Memorial Basketball Hall of Fame-be.

### Fontos tevékenységei
- 18 helyett 23 csapat.[6]
- Az NBA addigi (1982) legnagyobb televíziós szerződésének létrehozása.[3]
- Kábeltelevízióra juttatta az NBA-t (ESPN) 1982-ben.[3]
- Két CBA-megegyezés létrehozása (1976, 1983).[6]
- Draft újragondolása (1976).
- Az ABA–NBA egyesülésének létrehozója, a Denver Nuggets, a San Antonio Spurs, az Indiana Pacers és a New York Nets csatlakozott a ligához.
- A fizetési sapka létrehozása.[6]
- Az Oscar Robertson-ügy lezárása, biztos szabadügynökség bevezetése.
- Az éves megtekintés elérte a 10 millió főt.
- A jegyeladások duplázódtak, míg a televíziós bevételek triplázódtak hivatali ideje alatt.[6]
- Létrehozta az NBA College Scholarship programot (1980).
- Drogellenes megegyezés az NBPA-vel.[6]
- Hárompontos vonal bevezetése (1979).[6]

## Halála
O'Brien 1990. szeptember 28-án hunyt el Manhattanben, 73 éves korában, rákos megbetegedés következtében. A St. Michaels temetőben temették el Massachusettsben.